# مداخله در بحرین به رهبری عربستان سعودی
مداخله در خیزش بحرین به رهبری عربستان سعودی در تاریخ ۱۴ مارس ۲۰۱۱ آغاز شد. این مداخله به درخواست آل خلیفه انجام شد و در آن شورای همکاری کشورهای عرب خلیج فارس برای نخستین بار تصمیم گرفت برای سرکوب یک خیزش از گزینهٔ نظامی استفاده کند. در نتیجهٔ این تصمیم شورای همکاری خلیج فارس، ۱٬۰۰۰ (۱٬۲۰۰) نیروی پیاده و چند صد خودروی زرهی از عربستان سعودی به بحرین فرستاده شد. مخالفان بحرینی این مداخله را اشغال کشور و اعلان جنگ تلقی نمودند و از جامعهٔ جهانی درخواست همکاری کردند.

## اهداف
به گفتهٔ گاردین، اگرچه این مداخله با هدف محافظت از زیرساخت‌های بحرین مانند چاه‌های نفت آن صورت پذیرفت، هدف واقعی آن سرکوب یک خیزش رو به رشد جمعیت غالب ولی محروم بحرین یعنی شیعیان آنجا به‌وسیلهٔ انجام هر کار لازم بود. مرگ یک پلیس اماراتی مشخص نمود که در واقع نیروهای خارجی در سرکوب مخالفان نقش دارند.